# Simon Pellaud
Simon Pellaud, né le 6 novembre 1992, est un coureur cycliste suisse. Il possède un titre de champion de Suisse espoirs à son palmarès.

## Biographie
En 2012, il est membre de l'équipe continentale Atlas Personal-Jakroo après avoir été stagiaire au sein de cette formation l'année précédente.

### Découverte du World Tour
Champion de Suisse espoirs en 2013, il intègre en 2014 l'équipe IAM en tant que stagiaire puis devient professionnel dans cette équipe en 2015,. Il dispute le Tour d'Espagne, son premier grand tour. L'année suivante, il reçoit le prix de la combativité lors de la troisième étape du Tour d'Espagne.

### Années en continentales

#### Team Illuminate
L'équipe IAM disparaît en fin d'année 2016. « Le plus jeune, le moins aguerri » de la formation, Simon Pellaud, est peu sollicité et « songe un temps à reprendre ses études ». En novembre, l'équipe continentale américaine Illuminate lui propose finalement un contrat pour 2017. Ce contrat est pour lui comme « une renaissance ». Il apprécie alors « voyager autour du monde », « devoir s'adapter à la façon de courir car comme les cultures, les compétitions cyclistes peuvent varier beaucoup d'un pays à l'autre ». Devenu un nomade du cyclisme, il visite des pays comme Taiwan, l'Azerbaïdjan, la Corée du Sud, la Roumanie ou le Rwanda. Même si le niveau des compétitions est plus faible qu'en World Tour, il apprend beaucoup notamment sur le plan personnel.
En septembre 2018, il se distingue en Roumanie sur le Tour de Roumanie, seulement devancé par Peter Schulting sur la première étape et 4e du classement général puis sur le Tour d'Almaty, 2e du général remporté par Davide Villella. Il clôt sa saison sur le Tour de Hainan avec sa sélection nationale où il remporte la dernière étape.

#### IAM Excelsior
Après deux saisons à rouler principalement en Asie, il trouve un contrat avec la formation helvétique IAM Excelsior pour 2019. Il doit alors se réaccoutumer au cyclisme européen. Bénéficiant d'un « bon calendrier, engrangeant de la confiance au fur et à mesure des résultats, Simon Pellaud profite de chaque moment sans penser à un contrat futur ».
La saison 2019 est la meilleure pour Simon Pellaud, profitant d'un calendrier hétérogène pour obtenir des résultats dans des courses mineures et se montrer dans des échappées sur des épreuves World Tour auxquelles il participe avec l’équipe de Suisse. Il remporte ainsi une étape du Tour du Loir-et-Cher, le classement général du Tour de la Mirabelle et la Flèche ardennaise. Lors du Tour de la Mirabelle, il peut compter sur le soutien de Claudio Imhof, pourtant membre de l'équipe Akros-Thömus, pour défendre son maillot lors de la dernière étape. Les deux coureurs avaient notamment été échappés ensemble sur la première étape du Tour de l'Ain sous les couleurs de la sélection helvète.
Il termine également deuxième du championnat de Suisse derrière Sébastien Reichenbach. Lors du Tour de Romandie, il remporte le classement de la montagne et le prix de la combativité. Selon lui, gagner la Flèche ardennaise est le meilleur de l'année parce qu'il bat les Belges à domicile. Sa victoire sur le Tour de la Mirabelle est différente car il s'y présente catalogué en favori. Il y remporte sa première victoire dans un classement général. Tandis que le maillot du meilleur grimpeur du Romandie n'était pas un objectif mais une fois endossé, il se concentre pour le garder.

### Androni Giocattoli-Sidermec
Gianni Savio le contacte à l'occasion du Tour de la Mirabelle et malgré des contacts avec des équipes World Tour, Simon Pellaud préfère signer avec Androni pour 2020. Il débute sous ses nouvelles couleurs sur les routes du Tour de San Juan, duquel il se classe 15e, et enchaîne avec le Tour Colombia avant que la saison ne soit suspendue à cause de la pandémie de Covid-19. Il reprend la compétition lors des Strade Bianche (40e) le 1er août. Deux jours plus tard, il se classe 13e du Gran Trittico Lombardo.
Il est victime d'une chute sur le Tour d'Émilie le 18 août, se retrouvant sans frein au moment d'aborder une descente. Il retrouve le peloton sur Tirreno-Adriatico où il est échappé sur la première étape. Il est retenu pour prendre part à la course en ligne des championnats du monde au sein d'une sélection suisse articulée autour de Marc Hirschi, 3e de l'épreuve. En octobre, il participe à son premier Tour d'Italie, échappé et 5e de la douzième étape. Le lendemain, il ouvre de nouveau la route en compagnie de six autres coureurs mais est repris, cette fois, à 32 kilomètres de l'arrivée. Il remporte le classement des sprints intermédiaires de ce Tour d'Italie 2020 avec 78 points au compteur. Il clôt le mois et sa saison par une 3e place sur son championnat national, devancé par Stefan Küng et Danilo Wyss.
Il lance sa saison 2021 sur le Tour du Táchira au Venezuela. Il est devancé par Anderson Paredes sur la sixième étape mais lève les bras deux jours plus tard. De retour en Europe, il participe au Strade Bianche (abandon) puis à Tirreno-Adriatico. Devant prendre le départ du Tour de Turquie, il est testé positif au Covid-19 à son arrivée sur le sol turc et est placé à l'isolement en hôtel.

## Vie personnelle
Venu en Colombie pour la première fois en décembre 2016 avec son coéquipier Edwin Ávila, il s'éprend du pays. Au point de faire construire une maison dans les montagnes aux environs de Medellín et d'y vivre six mois de l'année. Pour lui, rester aussi longtemps à 2 500 m d'altitude, lui a été bénéfique professionnellement.

## Palmarès sur route
| - 2009 - 2e de Martigny-Mauvoisin juniors - 3e du championnat de Suisse de la montagne juniors - 2010 - Tour de Berne juniors - 2e du Prix des Vins Henri Valloton juniors - 2011 - 2e de Martigny-Mauvoisin amateurs - 2013 - Champion de Suisse sur route espoirs - 3e de Paris-Chauny - 2017 - Enfer du Chablais - 2e étape du Tour du Rwanda - 3e du Prix des Vins Henri Valloton - 2018 - 9e étape du Tour de Hainan - 2e du Tour d'Almaty - 2019 - Grand Prix L'Échappée - 1re étape du Tour du Loir-et-Cher - Flèche ardennaise - Classement général du Tour de la Mirabelle - 2e du championnat de Suisse sur route - 3e de l'Enfer du Chablais - 3e du Tour du Frioul-Vénétie Julienne | - 2020 - Champion de Suisse de la montagne - 2e de Martigny-Mauvoisin - 3e du championnat de Suisse sur route - 2021 - 8e étape du Tour du Táchira - 2e du championnat de Suisse sur route - 2023 - Classement général du Tour de Bretagne - 2e du championnat de Suisse sur route - 2025 - 1re étape du Tour de Thaïlande - 2e du Tour de Thaïlande - 3e du Grand Prix Berra Immobilier |  |

## Résultats sur les grands tours

### Tour d'Italie
2 participations
- 2020 : 71e, vainqueur du classement des sprints intermédiaires
- 2021 : 69e, vainqueur du classement de la Fuga Bianchi

### Tour d'Espagne
2 participations
- 2015 : 119e
- 2016 : 105e

## Classements mondiaux
| Année                                 | 2012 | 2013 | 2014 | 2015 | 2016  | 2017  | 2018  | 2019 | 2020 | 2021 | 2022  | 2023 | 2024 |
| ------------------------------------- | ---- | ---- | ---- | ---- | ----- | ----- | ----- | ---- | ---- | ---- | ----- | ---- | ---- |
| Classement mondial                    |      |      |      |      | 1428e | 2191e | 622e  | 261e | 366e | 392e | 1282e | 574e | 625e |
| UCI Europe Tour                       | nc   | nc   | 685e |      | 1027e | nc    | 1149e | 213e | 299e | 324e | 889e  | nc   | nc   |
| UCI Asia Tour                         | nc   | nc   | nc   |      | nc    | 478e  | 89e   |      |      |      |       |      |      |
| UCI America Tour                      | nc   | nc   | nc   |      | 505e  | 406e  | nc    |      |      |      |       |      |      |
| UCI Africa Tour                       | 123e | nc   | nc   |      | nc    | nc    | 147e  |      |      |      |       |      |      |
|                                       |      |      |      |      |       |       |       |      |      |      |       |      |      |
| Légende : nc = non classéSource : UCI |      |      |      |      |       |       |       |      |      |      |       |      |      |